# 克蘭芝高速公路
克蘭芝高速公路（英語：Kranji Expressway），簡稱KJE，是新加坡一條高速公路，在武吉班讓連接武吉知馬高速公路，向西南而行，並在裕廊西連接泛島高速公路。克蘭芝高速公路於1990年開工，1994年通車。該高速公路也是除濱海高速公路以外第二短，全長只有約8（5.0英里）。

## 歷史
克蘭芝高速公路於1990年開工，穿過裕廊、蔡厝港和武吉班讓，並於克蘭芝附近結束。
高速公路分六期興建。施工期間較困難的一項工作是清理大型花崗岩，為此使用了300公斤炸藥。高速公路於1995年3月4日由時任代理國家發展部長林勛強宣佈通車。